# Thaísa Menezes
Thaísa Daher de Menezes, född 15 maj 1987 i Rio de Janeiro, är en brasiliansk volleybollspelare (center). Menezes blev olympisk guldmedaljör i volleyboll vid sommarspelen 2008 i Peking och vid sommarspelen 2012 i London.

## Klubbar
| År        | Klubb                      |
| --------- | -------------------------- |
| 2002-2005 | Minas Tênis Clube          |
| 2005-2008 | Rio de Janeiro Vôlei Clube |
| 2008-2009 | Finasa/Osasco              |
| 2009-2016 | Osasco Voleibol Clube      |
| 2016-2017 | Eczacıbaşı SK              |
| 2017-2019 | Barueri VC                 |
| 2019-     | Minas Tênis Clube          |